# Synagoga Beth Israel w Portland
Synagoga Beth Israel w Portland – synagoga reformowana położona w amerykańskim mieście Portland w stanie Oregon. 
Pierwsza synagoga w Portland została założona w 1859 roku jednakże wkrótce na jej miejscu została wybudowana nowa synagoga, która została zbudowana w stylu mauretańskim. W 1923 roku ówczesny budynek synagogi uległ całkowitemu zniszczeniu w czasie pożaru.
W 1926 roku, lokalna wspólnota żydowska podjęła decyzję o wybudowaniu nowej świątyni która została ukończona w 1928 roku i w obecnej formie istnieje do dziś.
Synagoga, która wybudowana w stylu neo-bizantyjskim, została wpisana na listę amerykańskiego dziedzictwa narodowego w 1979 roku jako nieliczny tego typu budynek w stanie.
Obecnie w synagodze odbywają się regularnie nabożeństwa oraz spotkania lokalnych kworów modlitewnych.